# Andrej Šustr
Andrej Šustr (* 29. listopadu 1990, Plzeň) je český hokejový obránce.

## Hráčská kariéra
V sedmnácti letech se přestěhoval do Spojených států, aby zde hrál juniorský hokej, protože v jeho rodném městě Plzni neměl takovou příležitost se prosadit. První rok v zámoří strávil v americké juniorské hokejové lize NAHL, kde nastupoval za aljašský tým Kenai River Brown Bears. Sezonu 2009-10 odehrál v USHL za tým Youngstown Phantoms. Od sezony 2010/11 hrál za univerzitný tým Nebraska–Omaha Mavericks, který je součástí vysokoškolské konference WCHA. Zde hrál celkově tři sezony a absolvoval tu v Nebraské univerzitě v Omaze. Po konci sezony 2012/13 se totiž rozhodl pro pokus o přechod do slavné soutěže NHL. O jeho služby se podle zámořských médií zajímaly hlavně Tampy Bay, Philadelphia, Pittsburgh, Vancouver, Detroit, Los Angeles a Ottawa. Šustr si z nabídek z NHL vybral Tampu a 21. března 2013 se s ní jako volný hráč dohodl na dvouletém nováčkovském kontraktu v celkové výši 1,85 miliónu dolarů. V týmu debutoval 29. března v zápase proti New Jersey Devils. Za Lightning odehrál pak už jenom jeden zápas a byl přidělen do farmářského týmu Syracuse Crunch, se kterým se hned v první sezoně dostal až do finále Calderova poháru, kde ale jeho tým nestačil na Grand Rapids Griffins. V sezoně 2013/14 se vrátil do základní sestavy Lightnings, ale v zájmu jeho hokejového růstu byl v polovině ledna poslán zpátky na farmu.
10. července 2023 Šustr po 10 letech opustil NHL a odešel do německého klubu Kölner Haie hrající Deutsche Eishockey Liga. 
28. července 2024 podepsal smlouvu v HC Dynamo Pardubice.  3.11.2024 se dohodl o ukončení smlouvy v HC Dynamo Pardubice.

## Ocenění a úspěchy
- 2012 WCHA - All-Academic Tým
- 2013 WCHA - All-Academic Tým
- 2013 WCHA - Třetí All-Star Tým

## Prvenství

### NHL
- Debut - 29. března 2013 (Tampa Bay Lightning proti New Jersey Devils)
- První asistence - 15. října 2013 (Tampa Bay Lightning proti Los Angeles Kings)
- První gól - 5. dubna 2014 (Tampa Bay Lightning proti Dallas Stars, finskému brankáři Kari Lehtonen)

### KHL
- Debut - 3. září 2019 (HC Rudá hvězda Kunlun proti Salavat Julajev Ufa)
- První asistence - 3. září 2019 (HC Rudá hvězda Kunlun proti Salavat Julajev Ufa)

### ČHL
- Debut - 18. září 2024 (HC Dynamo Pardubice proti Rytíři Kladno)
- První asistence - 18. září 2024 (HC Dynamo Pardubice proti Rytíři Kladno)
- První gól - 4. října 2024 (HC Dynamo Pardubice proti HC Verva Litvínov, českému brankáři Šimonu Zajíčkovi)

## Klubové statistiky
| Sezóna       | Klub                     | Soutěž       |     | Základní část | Základní část | Základní část | Základní část | Základní část |   | Play off | Play off | Play off | Play off | Play off |
| Sezóna       | Klub                     | Soutěž       | Z   | G             | A             | B             | TM            | Z             | G | A        | B        | TM       |          |          |
| 2008/09      | Kenai River Brown Bears  | NAHL         | 36  | 1             | 7             | 8             | 58            | —             | — | —        | —        | —        |          |          |
| 2009/10      | Youngstown Phantoms      | USHL         | 50  | 1             | 18            | 19            | 95            | —             | — | —        | —        | —        |          |          |
| 2010/11      | Nebraska-Omaha Mavericks | WCHA         | 39  | 2             | 7             | 9             | 38            | —             | — | —        | —        | —        |          |          |
| 2011/12      | Nebraska-Omaha Mavericks | WCHA         | 33  | 4             | 13            | 17            | 26            | —             | — | —        | —        | —        |          |          |
| 2012/13      | Nebraska-Omaha Mavericks | WCHA         | 39  | 9             | 16            | 25            | 53            | —             | — | —        | —        | —        |          |          |
| 2012/13      | Tampa Bay Lightning      | NHL          | 2   | 0             | 0             | 0             | 0             | —             | — | —        | —        | —        |          |          |
| 2012/13      | Syracuse Crunch          | AHL          | 8   | 2             | 1             | 3             | 8             | 18            | 2 | 5        | 7        | 25       |          |          |
| 2013/14      | Tampa Bay Lightning      | NHL          | 43  | 1             | 7             | 8             | 16            | 3             | 0 | 0        | 0        | 2        |          |          |
| 2013/14      | Syracuse Crunch          | AHL          | 12  | 1             | 3             | 4             | 2             | —             | — | —        | —        | —        |          |          |
| 2014/15      | Tampa Bay Lightning      | NHL          | 72  | 0             | 13            | 13            | 34            | 26            | 1 | 1        | 2        | 18       |          |          |
| 2015/16      | Tampa Bay Lightning      | NHL          | 77  | 4             | 17            | 21            | 30            | 16            | 1 | 2        | 3        | 16       |          |          |
| 2016/17      | Tampa Bay Lightning      | NHL          | 80  | 3             | 11            | 14            | 43            | —             | — | —        | —        | —        |          |          |
| 2017/18      | Tampa Bay Lightning      | NHL          | 44  | 2             | 5             | 7             | 18            | —             | — | —        | —        | —        |          |          |
| 2018/19      | Anaheim Ducks            | NHL          | 5   | 0             | 0             | 0             | 6             | —             | — | —        | —        | —        |          |          |
| 2019/20      | HC Rudá hvězda Kunlun    | KHL          | 58  | 0             | 8             | 8             | 55            | —             | — | —        | —        | —        |          |          |
| 2020/21      | HC Rudá hvězda Kunlun    | KHL          | 41  | 0             | 5             | 5             | 18            | —             | — | —        | —        | —        |          |          |
| 2021/22      | Tampa Bay Lightning      | NHL          | 15  | 1             | 0             | 1             | 6             | —             | — | —        | —        | —        |          |          |
| 2021/22      | Syracuse Crunch          | AHL          | 25  | 2             | 10            | 12            | 32            | —             | — | —        | —        | —        |          |          |
| 2021/22      | Anaheim Ducks            | NHL          | 23  | 0             | 5             | 5             | 10            | —             | — | —        | —        | —        |          |          |
| 2022/23      | Iowa Wild                | AHL          | 39  | 2             | 10            | 12            | 35            | —             | — | —        | —        | —        |          |          |
| 2022/23      | San Diego Gulls          | AHL          | 12  | 1             | 1             | 2             | 6             | —             | — | —        | —        | —        |          |          |
| 2023/24      | Kölner Haie              | DEL          | 44  | 2             | 18            | 20            | 30            | —             | — | —        | —        | —        |          |          |
| Celkem v NHL | Celkem v NHL             | Celkem v NHL | 362 | 11            | 58            | 69            | 163           | 46            | 2 | 3        | 5        | 36       |          |          |
| Celkem v AHL | Celkem v AHL             | Celkem v AHL | 20  | 3             | 4             | 7             | 10            | 18            | 2 | 5        | 7        | 25       |          |          |

## Reprezentace
| Rok                       | Tým                       | Soutěž                    | Z | G | A | B | TM |
| ------------------------- | ------------------------- | ------------------------- | - | - | - | - | -- |
| 2010                      | Česko 20                  | MSJ                       | 5 | 0 | 0 | 0 | 6  |
| 2016                      | Česko                     | SP                        | 3 | 1 | 0 | 1 | 2  |
| 2021                      | Česko                     | MS                        | 6 | 0 | 1 | 1 | 2  |
| Juniorská kariéra celkově | Juniorská kariéra celkově | Juniorská kariéra celkově | 5 | 0 | 0 | 0 | 6  |
| Seniorská kariéra celkově | Seniorská kariéra celkově | Seniorská kariéra celkově | 9 | 1 | 1 | 2 | 4  |